# Elwë
Elwë, nazývaný též Thingol, Singollo nebo Elu Thingol je fiktivní postava z knihy Silmarillion J. R. R. Tolkiena.

## Putování elfů na Západ
Elwë byl jedním ze tří vyslanců elfů (dalšími dvěma byli Ingwë a Finwë), které vzal Vala Oromë do Valinoru, aby viděli jeho nádheru a dosvědčili ji před ostatními elfy, kteří v té době žili u jezera zrození – Cuiviénen.
Po návratu všichni tři vyslanci mluvili pro odchod do Valinoru a podařilo se jim přesvědčit většinu svých příbuzných – ti pozvání do Valinoru přijali a jsou dále známi jako Eldar.
Každý ze tří vyslanců vedl během putování jeden zástup Eldar – Ingwëho zástup (známý později jako Vanyar) a Finwëho zástup (známý později jako Noldor) absolvovaly cestu poměrně rychle. Elwëho zástup (později známý jako Teleri) byl největší a nejpomalejší, a byl veden dvěma pány – kromě Elwëho ještě jeho bratrem Olwëm.

## Thingol a Melian
V době, kdy se již putování na Západ chýlilo ke konci, přišel Elwë na osamocené cestě lesem do Nan Elmothu, kde nejprve zaslechl, a potom i spatřil Melian – jednu z Maiar. Podle pověsti vzal Melian za ruku a padlo na něj kouzlo, které způsobilo, že zůstali stát nehybně, zatímco kolem plynuly dlouhé roky.
Teleri po marném hledání Elwëho pokračovali pod Olwëho vedením v cestě.
Elwë později, když kouzlo pominulo, vyšel spolu s Melian, která se stala jeho manželkou, z Nan Elmothu a shromáždil kolem sebe své nejvěrnější, kteří bez něj odmítli pokračovat s Olwëm na Západ. Ti byly později známi jako Sindar – Soumrační elfové, jejich králem se stal Elwë pod jménem Elu Thingol – Král Šedoplášť a královnou Melian z rodu bohů – Maiar.
Thingol sám však nebyl počítán mezi Sindar, protože on sám cestu do Valinoru vykonal jako vyslanec a je proto za považován jednoho z Calaquendi – světlých elfů.

## Doriath
Po odchodu ostatních zástupů Eldar do Valinoru postupně rostla moc království Thingola a Melian, takže postupně uznávali za pána všichni elfové v celém Beleriandu – rozsáhlé zemí na severozápadu Středozemě. V předtuše budoucích válek zde Melian a Thingol dali zbudovat sídlo Menegroth (Tisíc jeskyní), lesy Neldoreth a Region, které Menegroth obklopovaly, byly později známy jako Doriath – Thingolovo království obehnané Melianiným pásem kouzel, kterým nemohl nikdo projít bez Thingolova souhlasu.

## Beren a Lúthien
Dcerou Thingola a Melian byla Lúthien – podle pověstí nejkrásnější ze všech elfů a lidí všech dob. V době, kdy se již na sever Beleriandu vrátil ze zajetí Melkor a za ním i Noldor, po čtvrté bitvě Beleriandských válek – Dagor Bragollach, se do ní zamiloval Beren – lidský hrdina, který na jedné ze svých výprav prošel Melianiným pásem. Thingol Berenovi (aby se ho zbavil) slíbil ruku Lúthien za jeden ze tří silmarilů – klenotů vyrobených Fëanorem, které měl v té době v koruně Melkor, a o které se vedli Beleriandské války. Beren a Lúthien společnými silami opravdu získali jeden ze silmarilů pro Thingola.
Thingol se později stal vychovatelem mladého Túrina, z nějž se později stal veliký válečník, ale také tragický hrdina. Za odměnu, že Thingol pomohl jeho rodině, věnoval Túrinův otec Húrin králi náhrdelník Nauglamír, největší dílo trpasličích řemeslníků.

## Zkáza Doriathu
Mysl Elu Thingola byla postupně stále silněji svazována silmarilem, rozhodl se proto, že jej nechá vsadit do Nauglamíru. V Doriathu v té době pracovala řada trpasličích řemeslníků, které Thingol pověřil tímto úkolem. Výsledek byl natolik dokonalý, že roznítil v trpaslících chtivost po tomto klenotu, takže začali po Thingolovi požadovat, aby vrátil Nauglamír, který původně patřil trpasličím králům. Během roztržky s trpaslíky byl Thingol zabit, trpaslíci pak byli pobiti a silmaril zůstal v Doriathu. Melian se v myšlenkách stáhla k předchozím věkům společného života s Thingolem, takže Doriath již nebyl chráněn jejím pásem kouzel a díky tomu se do něj dostalo trpasličí vojsko mstící smrt svých příbuzných, kterému se podařilo dobýt Menegroth. Tento spor mezi elfy a trpaslíky nebyl nikdy zapomenut a tato plemena se už pak nikdy neměla příliš v lásce a jen zřídkakdy spolu uzavírala spojenectví.
Nauglamír se silmarilem obdržela Thingolova dcera Lúthien.
| král Doriathu               | král Doriathu                     | král Doriathu          |
| --------------------------- | --------------------------------- | ---------------------- |
| Předchůdce: hodnost vznikla | 1152 r.s. – 502 P. v. Elu Thingol | Nástupce: Dior Eluchíl |